# باشگاه فوتبال رئال برازیلیا
باشگاه فوتبال رئال برازیلیا (به انگلیسی: Real Brasília Futebol Clube) که معمولاً با نام رئال برازیلیا یا به زبان ساده رئال شناخته می‌شود، یک باشگاه فوتبال برزیلی است که در برازیلیا واقع شده‌است. این باشگاه در سری سی و دو بار در جام حذفی برزیل به رقابت کرده‌است. ابن باشگاه در طول تاریخ خود دو بار نقل مکان و چندین بار تغییر نام داده‌است. این باشگاه قبلا با نام باشگاه فوتبال دام پدرو ۲ شناخته می‌شد. 
رئال برازیلیا در حال حاضر با رتبه کلی ۲۰۱، پنجمین تیم برتر منطقه فدرال در رتبه‌بندی باشگاه‌های ملی فدراسیون برزیل است.

## تاریخچه
این باشگاه در ۲۲ فوریهٔ ۱۹۹۶ به نام پدروی دوم برزیل، دومین امپراتور این کشور، در گوارا با نام باشگاه فوتبال دام پدرو دوم تأسیس و نام‌گذاری شد. این باشگاه در سال ۲۰۰۹ به نوکلئو باندیرانته، ناحیه فدرال نقل مکان کرد و به باشگاه ورزشی پدرو باندیرانته تغییر نام داد.
دام پدرو در سال ۱۹۹۹ در سری سی رقابت کرد، اما نتوانست به مرحلهٔ نهایی این رقابت‌ها برسد. این باشگاه در سال ۲۰۰۰ در جام حذفی برزیل شرکت کرد، اما در مرحلهٔ دوم توسط پونته پرتا حذف شد. دام پدرو در نسخه ۲۰۰۰ سری آ با نام کوپا ژائو هاولانژ شرکت کرد. این باشگاه در گروه سبز شرکت کرد و به مرحلهٔ دوم این رقابت‌ها رسید. آنها در سال ۲۰۰۲ قهرمان سطح دوم کامپوناتو برازیلینسه شدند. این باشگاه در سال ۲۰۰۸ دوباره در سری سی رقابت کرد و به مرحلهٔ دوم این رقابت‌ها رسید. دام پدرو در سال ۲۰۰۹ برای دومین بار در جام حذفی برزیل شرکت کرد، اما در مرحلهٔ اول توسط بوتافوگو حذف شد.
در ۱ نوامبر ۲۰۱۶، پس از بازگشت به لیگ دسته اول فوتبال برزیل، این باشگاه نام خود را به باشگاه فوتبال تغییر داد و به برازیلیا منتقل شد.

## ورزشگاه
رئال برازیلیا بازی‌های خانگی خود را در ورزشگاه دفله با ظرفیت ۱٬۵۰۰ نفر برگزار می‌کند.

## افتخارات

### ایالت
- کامپوناتو برازیلینسه
  - قهرمان (۱): ۲۰۲۳
  - نایب‌قهرمان (۲): ۱۹۹۹، ۲۰۰۸

- دسته دوم کامپوناتو برازیلینسه
  - قهرمان (۲): ۲۰۰۲، ۲۰۱۶